# Championnes de France de natation en bassin de 50 m du 200 m dos
| Championnat | Lieu                                | Athlète                                   | Naissance | Âge   | Club                                      | Temps                        |
| ----------- | ----------------------------------- | ----------------------------------------- | --------- | ----- | ----------------------------------------- | ---------------------------- |
| 1961 hiver  | Paris Piscine de Pontoise (33,33 m) | Danièle Hannequin                         |           |       | Racing Club de France                     | 2 min 40 s 0                 |
| 1961 été    | Paris Georges Vallerey              | Rose-Marie Piacentini                     |           |       | Racing Club de France                     | 2 min 38 s 2 RF              |
| 1962 hiver  | Nancy                               | Rose-Marie Piacentini                     |           |       | Racing Club de France                     | 2 min 42 s 8                 |
| 1962 été    | Paris Georges Vallerey              | Christine Caron                           | 1948      | 14    | Racing Club de France                     | 2 min 36 s 6                 |
| 1963 hiver  | Marseille Piscine Vallier (25 m)    | Christine Caron                           | 1948      | 15    | Racing Club de France                     | 2 min 36 s 8                 |
| 1963 été    | Paris Georges Vallerey              | Christine Caron                           | 1948      | 15    | Racing Club de France                     | 2 min 34 s 8                 |
| 1964 hiver  | Marseille Piscine Vallier (25 m)    | Christine Caron                           | 1948      | 16    | Racing Club de France                     | 2 min 29 s 6                 |
| 1964 été    | Paris Georges Vallerey              | non disputé                               |           |       |                                           |                              |
| 1965 hiver  | Marseille Piscine Vallier (25 m)    | Christine Caron                           | 1948      | 17    | Racing Club de France                     | 2 min 32 s 4                 |
| 1965 été    | Paris Georges Vallerey              | Christine Caron                           | 1948      | 17    | Racing Club de France                     | 2 min 33 s 4                 |
| 1966 hiver  | Le Mans (25 m)                      | non disputé                               |           |       |                                           |                              |
| 1966 été    | Paris Georges Vallerey              | Christine Caron                           | 1948      | 18    | Racing Club de France                     | 2 min 29 s 2                 |
| 1967 hiver  | Caen (25 m)                         | non disputé                               |           |       |                                           |                              |
| 1967 été    | Paris Georges Vallerey              | Christine Caron                           | 1948      | 19    | Racing Club de France                     | 2 min 35 s 3                 |
| 1968 hiver  | Montreuil                           | non disputé                               |           |       |                                           |                              |
| 1968 été    | Paris Georges Vallerey              | Bénédicte Duprez                          |           |       | Club des Nageurs de Paris                 | 2 min 28 s 4                 |
| 1969 hiver  | Toulouse                            | Sylvie Canet                              |           |       | Racing Club de France                     | 2 min 35 s 7                 |
| 1969 été    | Paris Georges Vallerey              | Sylvie Canet                              |           |       | Racing Club de France                     | 2 min 33 s 7                 |
| 1970 hiver  | Aix-en-Provence                     | Christine Béraud                          |           |       | S Saint-Maur                              | 2 min 38 s 2                 |
| 1970 été    | Paris Georges Vallerey              | Christine Béraud                          |           |       | S Saint-Maur                              | 2 min 35 s 0                 |
| 1971 hiver  | Montreuil                           | Christine Béraud                          |           |       | S Saint-Maur                              | 2 min 35 s 5                 |
| 1971 été    | Paris Georges Vallerey              | Christine Béraud                          |           |       | S Saint-Maur                              | 2 min 30 s 6                 |
| 1972 hiver  | Rouen (25 m)                        | Sylvie Le Noach                           |           |       | Enfants de Neptune de Tours               | 2 min 25 s 6                 |
| 1972 été    | Vittel                              | Sylvie Le Noach                           |           |       | Enfants de Neptune de Tours               | 2 min 24 s 5 RF              |
| 1973 hiver  | Paris Georges Hermant               | Sylvie Le Noach                           |           |       | Enfants de Neptune de Tours               | 2 min 28 s 59                |
| 1973 été    | Vittel                              | Sylvie Le Noach                           |           |       | Enfants de Neptune de Tours               | 2 min 26 s 48                |
| 1974 hiver  | Bordeaux                            | Sylvie Le Noach                           |           |       | Enfants de Neptune de Tours               | 2 min 23 s 68 RF             |
| 1974 été    | Paris Georges Vallerey              | Sylvie Le Noach                           |           |       | Enfants de Neptune de Tours               | 2 min 22 s 63 RF             |
| 1975 hiver  | Troyes                              | Sylvie Le Noach                           |           |       | Enfants de Neptune de Tours               | 2 min 24 s 51                |
| 1975 été    | Paris Georges Vallerey              | Sylvie Le Noach                           |           |       | Enfants de Neptune de Tours               | 2 min 23 s 83                |
| 1976 hiver  | Tarbes                              | Sylvie Le Noach                           |           |       | Enfants de Neptune de Tours               | 2 min 25 s 55                |
| 1976 été    | Paris Georges Vallerey              | Sylvie Testuz                             |           |       | SFOC                                      | 2 min 24 s 30                |
| 1977 hiver  | Rennes                              | Sylvie Testuz                             |           |       | SFOC                                      | 2 min 21 s 28 RF             |
| 1977 été    | Paris Georges Vallerey              | Sylvie Testuz                             |           |       | SFOC                                      | 2 min 22 s 60                |
| 1978 hiver  | Lille                               | Nelly Saqué                               |           |       | US Ivry                                   | 2 min 24 s 96                |
| 1978 été    | Laval                               | Sylvie Testuz                             |           |       | SFOC                                      | 2 min 23 s 86                |
| 1979 hiver  | Nanterre                            | Sylvie Testuz                             |           |       | SFOC                                      | 2 min 24 s 07                |
| 1979 été    | Mulhouse                            | Michèle Ricaud                            |           |       | Nice Université Club                      | 2 min 20 s 61 RF             |
| 1980 hiver  | Bordeaux                            | Michèle Ricaud                            |           |       | Nice Université Club                      | 2 min 22 s 28                |
| 1980 été    | Brive-la-Gaillarde                  | Michèle Ricaud                            |           |       | Nice Université Club                      | 2 min 23 s 22                |
| 1981 hiver  | La Rochelle                         | Michèle Ricaud                            |           |       | Nice Université Club                      | 2 min 24 s 39                |
| 1981 été    | Dunkerque                           | Michèle Ricaud                            |           |       | Nice Université Club                      | 2 min 23 s 85                |
| 1982 hiver  | Toulouse                            | Mireille Azais                            |           |       | Natation 66                               | 2 min 22 s 46                |
| 1982 été    | Megève                              | Catherine Narbonnaud                      |           |       | CS Clichy                                 | 2 min 25 s 48                |
| 1983 hiver  | Tours                               | Mireille Azais                            |           |       | Natation 66                               | 2 min 22 s 55                |
| 1983 été    | Bordeaux                            | Véronique Jardin                          |           |       | SFOC                                      | 2 min 20 s 99                |
| 1984 hiver  | Strasbourg                          | Véronique Jardin                          |           |       | SFOC                                      | 2 min 19 s 89                |
| 1984 été    | Paris Georges Vallerey              | Véronique Jardin                          |           |       | SFOC                                      | 2 min 21 s 92                |
| 1985 hiver  | Aix-en-Provence                     | Véronique Jardin                          |           |       | SFOC                                      | 2 min 21 s 77                |
| 1985 été    | Dunkerque                           | Véronique Jardin                          |           |       | SFOC                                      | 2 min 19 s 04 RF             |
| 1986 hiver  | Rennes                              | Christine Magnier                         |           |       | Villeparisis Natation                     | 2 min 17 s 64 RF             |
| 1986 été    | Millau                              | Christine Magnier                         |           |       | Villeparisis Natation                     | 2 min 18 s 46                |
| 1987 hiver  | Mulhouse                            | Christine Magnier                         |           |       | Villeparisis Natation                     | 2 min 17 s 42                |
| 1987 été    | Strasbourg                          | Laurence Guillou                          |           |       | Stade poitevin                            | 2 min 18 s 81                |
| 1988 hiver  | Vittel                              | Christine Magnier                         |           |       | Villeparisis Natation                     | 2 min 16 s 81 RF             |
| 1988 été    | Dunkerque                           | Christine Magnier                         |           |       | Villeparisis Natation                     | 2 min 18 s 08                |
| 1989 hiver  | Forbach                             | Laurence Guillou                          |           |       | Enfants de Neptune de Tours               | 2 min 20 s 30                |
| 1989 été    | Paris Georges Vallerey              | Laurence Guillou                          |           |       | Enfants de Neptune de Tours               | 2 min 20 s 56                |
| 1990 hiver  | La Rochelle                         | Laurence Guillou                          |           |       | Enfants de Neptune de Tours               | 2 min 19 s 71                |
| 1990 été    | Narbonne                            | Laurence Guillou                          |           |       | Enfants de Neptune de Tours               | 2 min 19 s 88                |
| 1991 hiver  | Saint-Étienne                       | Céline Bonnet                             |           |       | Cercle des nageurs de Marseille           | 2 min 19 s 32                |
| 1991 été    | Millau                              | Roxana Maracineanu                        | 1975      | 16    | Mulhouse Olympic Natation                 | 2 min 19 s 00                |
| 1992 hiver  | Dunkerque                           | Céline Bonnet                             |           |       | Cercle des nageurs de Marseille           | 2 min 16 s 85                |
| 1992 été    | Mennecy                             | Emmanuelle Joncourt                       |           |       | Cercle des Nageurs de Brest               | 2 min 18 s 07                |
| 1993 hiver  | Mennecy                             | Roxana Maracineanu                        | 1975      | 18    | Mulhouse Olympic Natation                 | 2 min 17 s 51                |
| 1993 été    | Paris Georges Vallerey              | Isabelle Wirth                            |           |       | Mulhouse Olympic Natation                 | 2 min 20 s 65                |
| 1994 hiver  | Lille                               | Roxana Maracineanu                        | 1975      | 19    | Mulhouse Olympic Natation                 | 2 min 17 s 22                |
| 1994 été    | Aix-les-Bains                       | Hélène Ricardo                            |           |       | Dauphins du TOEC                          | 2 min 16 s 78                |
| 1995 hiver  | Mennecy                             | Hélène Ricardo                            |           |       | Dauphins du TOEC                          | 2 min 15 s 15 RF             |
| 1995 été    | Canet-en-Roussillon                 | Hélène Ricardo                            |           |       | Dauphins du TOEC                          | 2 min 17 s 95                |
| 1996 hiver  | Dunkerque                           | Hélène Ricardo                            |           |       | Dauphins du TOEC                          | 2 min 14 s 57 RF             |
| 1996 été    | Montpellier                         | Hélène Ricardo                            |           |       | Dauphins du TOEC                          | 2 min 14 s 55 RF             |
| 1997        | Mennecy                             | Roxana Maracineanu                        | 1975      | 22    | Mulhouse Olympic Natation                 | 2 min 13 s 47 RF             |
| 1998        | Amiens                              | Roxana Maracineanu                        | 1975      | 23    | Mulhouse Olympic Natation                 | 2 min 15 s 93                |
| 1999        | Dunkerque                           | Roxana Maracineanu                        | 1975      | 24    | Mulhouse Olympic Natation                 | 2 min 15 s 02                |
| 2000        | Rennes                              | Roxana Maracineanu                        | 1975      | 25    | Mulhouse Olympic Natation                 | 2 min 14 s 70                |
| 2001        | Chamalières                         | Roxana Maracineanu                        | 1975      | 26    | Mulhouse Olympic Natation                 | 2 min 14 s 41                |
| 2002        | Chalon-sur-Saône                    | Roxana Maracineanu                        | 1975      | 27    | Mulhouse Olympic Natation                 | 2 min 11 s 92                |
| 2003        | Saint-Étienne                       | Louise Ørnstedt (open) Roxana Maracineanu | 1985 1975 | 18 28 | Danemark Mulhouse Olympic Natation        | 2 min 11 s 52 02 min 14 s 77 |
| 2004        | Dunkerque                           | Katy Sexton (open) Roxana Maracineanu     | 1982 1975 | 22 29 | Grande-Bretagne Mulhouse Olympic Natation | 2 min 13 s 17 02 min 13 s 47 |
| 2005        | Nancy                               | Alexandra Putra                           | 1986      | 19    | Dauphins du TOEC                          | 2 min 10 s 38                |
| 2006        | Tours                               | Esther Baron                              | 1987      | 19    | Cercle des Nageurs de Melun-Val de Seine  | 2 min 10 s 05 RF             |
| 2007        | Saint-Raphaël                       | Esther Baron                              | 1987      | 20    | Canet 66 natation                         | 2 min 10 s 69                |
| 2008        | Dunkerque                           | Laure Manaudou                            | 1986      | 22    | Mulhouse Olympic Natation                 | 2 min 06 s 64 RF             |
| 2009        | Montpellier                         | Alexianne Castel                          | 1990      | 19    | Dauphins du TOEC                          | 2 min 07 s 55                |
| 2010        | Saint-Raphaël                       | Alexianne Castel                          | 1990      | 20    | Dauphins du TOEC                          | 2 min 09 s 17                |